# China Southern Power Grid
La China Southern Power Grid (en chinois : 中国南方电网 ; pinyin : Zhōngguó Nánfāng Diànwǎng) est une entreprise publique chinoise créée en 2002 qui est un des deux gestionnaires de réseau de transport d'électricité chinois (l'autre société est la Société nationale chinoise des réseaux électrique (State Grid Corporation).
Son siège est à Canton.